# 德文·拉哈迪·菲特里亞萬
德文·拉哈迪·菲特里亞萬（印尼語：Devin Lahardi Fitriawan，1983年7月28日—），是Tangkas Alfamart俱樂部的一名印尼男子羽球運動員，出生於西爪哇省的打橫。

## 簡歷
德文·拉哈迪·菲特里亞萬於2003年加入國家隊。他是印尼青年隊的一員，曾在2001年亞洲青少年錦標賽的男子雙打、混合雙打和男子團體賽中獲得銅牌。在高級賽事中，他參加混雙比賽。他與莉塔·努利塔聯手在2007年新西蘭羽毛球公開賽和2008年中華台北羽球公開賽上獲得冠軍。他還與利利亞納·納西爾合作贏得了2010年馬來西亞羽毛球公開賽金牌。
菲特里亞萬於2010年10月10日與東爪哇泗水的全科醫生Fenny Novita Dewiand結婚。